# Греция на «Евровидении-2008»
На Евровидении 2008 Грецию представила певица Каломира с песней Secret combination — энергичной композицией в жанре R&B с заметным уклоном в сторону традиционных для Греции музыкальных мотивов.
Греция заняла 3 место с 218 баллами в финале и 1 место с 156 баллами в первом полуфинале.

## Национальный отбор
Финал национального отбора прошёл 27 февраля из трёх участников. Победителя финала определяло жюри (40 %) и телезрители (60 %).
| 1 | Исполнитель     | Песня                | Баллы % | Номер |
| 1 | Хриспа          | «A Chance to Love»   | 15.9 %  | 3     |
| 2 | Kostas Martakis | «Always and Forever» | 33.8 %  | 2     |
| 3 | Kalomoira       | «Secret Combination» | 50.3 %  | 1     |

## Голосование

### В полуфинале
| Голоса за исполнительницу из Греции в первом полуфинале | Голоса за исполнительницу из Греции в первом полуфинале |
| ------------------------------------------------------- | ------------------------------------------------------- |
| Оценка                                                  | Страны                                                  |
| 12                                                      | Азербайджан, Румыния, Сан-Марино, Германия              |
| 10                                                      | Армения, Бельгия, Ирландия                              |
| 8                                                       | Нидерланды, Босния и Герцеговина                        |
| 7                                                       | Черногория, Израиль, Испания                            |
| 6                                                       | Польша, Россия                                          |
| 5                                                       | Эстония, Андорра                                        |
| 4                                                       | Норвегия, Испания                                       |
| 3                                                       | Финляндия                                               |
| 2                                                       | -                                                       |
| 1                                                       | -                                                       |

| Голоса телезрителей Греции в первом полуфинале | Голоса телезрителей Греции в первом полуфинале |
| ---------------------------------------------- | ---------------------------------------------- |
| Оценка                                         | Страна                                         |
| 12                                             | Армения                                        |
| 10                                             | Россия                                         |
| 8                                              | Румынии                                        |
| 7                                              | Азербайджан                                    |
| 6                                              | Финляндия                                      |
| 5                                              | Израиль                                        |
| 4                                              | Молдавия                                       |
| 3                                              | Сан-Марино                                     |
| 2                                              | Словения                                       |
| 1                                              | Польша                                         |

### В финале
| Голоса за исполнительницу из Греции | Голоса за исполнительницу из Греции                          |
| ----------------------------------- | ------------------------------------------------------------ |
| Оценка                              | Страны                                                       |
| 12                                  | Албания, Кипр, Германия, Румыния, Сан-Марино, Великобритания |
| 10                                  | Болгария                                                     |
| 8                                   | Андорра, Венгрия, Сербия, Бельгия, Армения                   |
| 7                                   | Турция, Босния и Герцеговина                                 |
| 6                                   | Черногория, Азербайджан, Нидерланды, Словения                |
| 5                                   | Чехия, Хорватия, Израиль, Швейцария                          |
| 4                                   | Ирландия, Грузия, Молдавия                                   |
| 3                                   | Испания, Дания, Россия, Македония                            |
| 2                                   | Мальта, Украина, Белоруссия                                  |
| 1                                   | Швеция, Эстония                                              |

| Голоса телезрителей Греции | Голоса телезрителей Греции |
| -------------------------- | -------------------------- |
| Оценка                     | Страна                     |
| 12                         | Армения                    |
| 10                         | Албания                    |
| 8                          | Испания                    |
| 7                          | Россия                     |
| 6                          | Украина                    |
| 5                          | Сербия                     |
| 4                          | Грузия                     |
| 3                          | Азербайджан                |
| 2                          | Норвегия                   |
| 1                          | Израиль                    |